# Christoffel van Dijck
Ne doit pas être confondu avec Christophe Van Dijck.
Christoffel van Dijck, né en 1605 à Dexheim (Allemagne) et mort en 1669, à Amsterdam, était un imprimeur et créateur typographe néerlandais.
Il collabora entre autres à la Bible hébraïque d'Immanuel 'Ati'as, qui devint connue sous le nom d'Otiyot Amsterdam (alphabet d'Amsterdam) et fut régulièrement reprise par les imprimeurs successifs.
De son ouvrage ne subsistent que peu d'éléments matériels, ses fontes, matrices et autres marques ayant vraisemblablement terminé refondues par les repreneurs successifs du fonds, leur intérêt pratique immédiat s'étant estompé avec le temps.

## Biographie
Christoffel van Dijck est connu pour avoir été le graveur de séries de caractères ayant contribué à la réputation de la firme familiale Elzevir, de Leyde. Van Dijck était basé à Amsterdam. La date de son arrivée dans cette ville est estimée quelque temps avant 1640, dans le contexte de sa tournée d'apprentissage en orfèvrerie. Le document concernant son mariage le 11 septembre 1642 avec Swaentje Harmens, veuve de John de Praet indique que Christoffel van Dijck est alors âgé de 36 ans et n'a jamais été marié auparavant, son adresse est à la Breestraat et son activité est fondeur de caractères. Dans un document ultérieur de 1642, il figure en tant qu'orfèvre, et son adresse est à la Breestraat.
Entre 1647 et 1649, il possédait une fonderie de caractères au Bloemgracht, à Amsterdam, mais il fit faillite. Après 1650 et jusque dans les années 1660, ses affaires redevinrent prospères. On sait selon un document daté de novembre 1658, qu'à cette époque il gravait les caractères, il y atteste la promesse de poinçonner les matrices pour une fonte d'arménien en deux corps. Son fils Abraham, qui poursuivit son activité, après son décès en 1669, ne lui aurait survécu que seulement trois ans.

## Refontes modernes
En 1937-1938, le subsidiaire britannique de la Lanston Monotype Machine Company américaine, la Lanston Monotype Corporation Ltd réalisa une refonte pour sa série 203 : Van Dick, d'après les originaux du XVIIe siècle, et avec réservation pour les droits d'intitulé (trademark). Cette série est basée sur le caractère typographique utilisé dans la première édition de la traduction des Métamorphoses d’Ovide par Joost van den Vondel, imprimé en 1671 par Daniel Bakkamude. Elle fut réalisée sous la supervision de Jan van Krimpen, de l'imprimerie Joh. Enschedé, en tant que consultant. Van Krimpen, un opposant déclaré de la copie ou l'adaptation des polices de caractères historiques, se déclara finalement satisfait ou accepta en tout cas de déclarer le résultat « une docte adaptation d'une fonte hollandaise du XVIIe siècle ».
En 1992, Dutch Type Library demanda au dessinateur de caractères Gerard Daniëls, sous la supervision de Frank E. Blokland, de produire un nouveau dessin qui serait basé sur l'œuvre de Christoffel van Dijck : le DTL Elzevir, qui est une police plus fidèle au type original de Christoffel, équilibrée quoique plus compacte, utile et agréable pour la composition des livres. Elle prend ses sources dans le Augustijn Romeyn, du prénom de la veuve de Daniel Elsevier, représenté sur un specimen de 1681.